# Nowoaleksandrowsk
Nowoaleksandrowsk (ros. Новоалександровск) – miasto w Rosji, w Kraju Stawropolskim, siedziba administracyjna rejonu nowoaleksandrowskiego. W 2010 roku liczyło ok. 26,8 tys. mieszkańców. Ośrodek przemysłu spożywczego i materiałów budowlanych.

## Historia
Wieś Nowo-Aleksandrowskoje została założona w 1804 roku przez przesiedleńców z guberni centralnych. W 1832 roku wieś przekształcono w stanicę kozacką. W 1971 roku miejscowość otrzymała prawa miejskie i została przemianowana na Nowoaleksandrowsk.